# Naděžda Sobotková
Naděžda Sobotková, (20. dubna 1923, Praha – 20. března 2014, Praha) byla česká tanečnice, baletní mistryně a pedagožka. Vystupovala rovněž pod jménem Marie Anna Sobotková.

## Studium
Tanec studovala u A. Händlové, Jelizavety Nikolské a T. Schoopové. V roce 1956 absolvovala obor taneční pedagogika na taneční katedře DAMU. V letech 1938 a 1939 absolvovala se souborem J. Nikolské zájezdová vystoupení ve Švýcarsku a Nizozemsku.

## Působení v ND
Ve stálém angažmá byla jako členka baletního souboru v Národním divadle od roku 1939 . Od roku 1948 působila jako sólistka baletu ND a od roku 1959 byla baletní mistryní a vedoucí operního baletu ND. Působila také jako asistentka choreografie. Od roku 1955 byla pedagožkou v Baletní přípravce ND, v letech 1983–2010 byla její vedoucí, jako pedagog zde však působila až do roku 2013 .

## Ocenění
- 1961 zasloužilá členka ND
- 1998 Senior Prix nadace Život umělce

## Baletní role, výběr
- 1940 Petr Iljič Čajkovskij: Labutí jezero, Družka Odetty, Národní divadlo, režie Jelizaveta Nikolská
- 1950 Sergej Prokofjev: Romeo a Julie, komorná Kapuletů, Národní divadlo, choreografie Saša Machov
- 1953 Václav Kašlík: Jánošík, Ančka, Smetanovo divadlo, režie Vlastimil Jílek
- 1953 Zbyněk Vostřák: Filosofská historie, Lotty, Smetanovo divadlo, choreografie Saša Machov
- 1956 Zbyněk Vostřák: Viktorka, Rusalka, Smetanovo divadlo, choreografie a režie Saša Machov
- 1958 Bedřich Smetana: Prodaná nevěsta (opera), Furianta tančí, Národní divadlo, režie Václav Kašlík
- 1964 Richard Strauss: Růžový kavalír (opera), Malý černoch, Smetanovo divadlo, režie Karel Jernek
- 1978 Leoš Janáček: Příhody lišky Bystroušky, tančí, Smetanovo divadlo, choreografie Jaroslav Čejka, režie Ladislav Štros, baletní mistr Naděžda Sobotková

## Asistence choreografie, výběr
- 1977 Georges Bizet: Carmen (opera), Smetanovo divadlo, režie Karel Jernek
- 1980 Carl Maria von Weber: Čarostřelec (opera), Smetanovo divadlo, režie Václav Kašlík
- 1986 Sergej Prokofjev: Zásnuby v klášteře (opera), Smetanovo divadlo, režie Ladislav Štros